# Jacobus Capitein

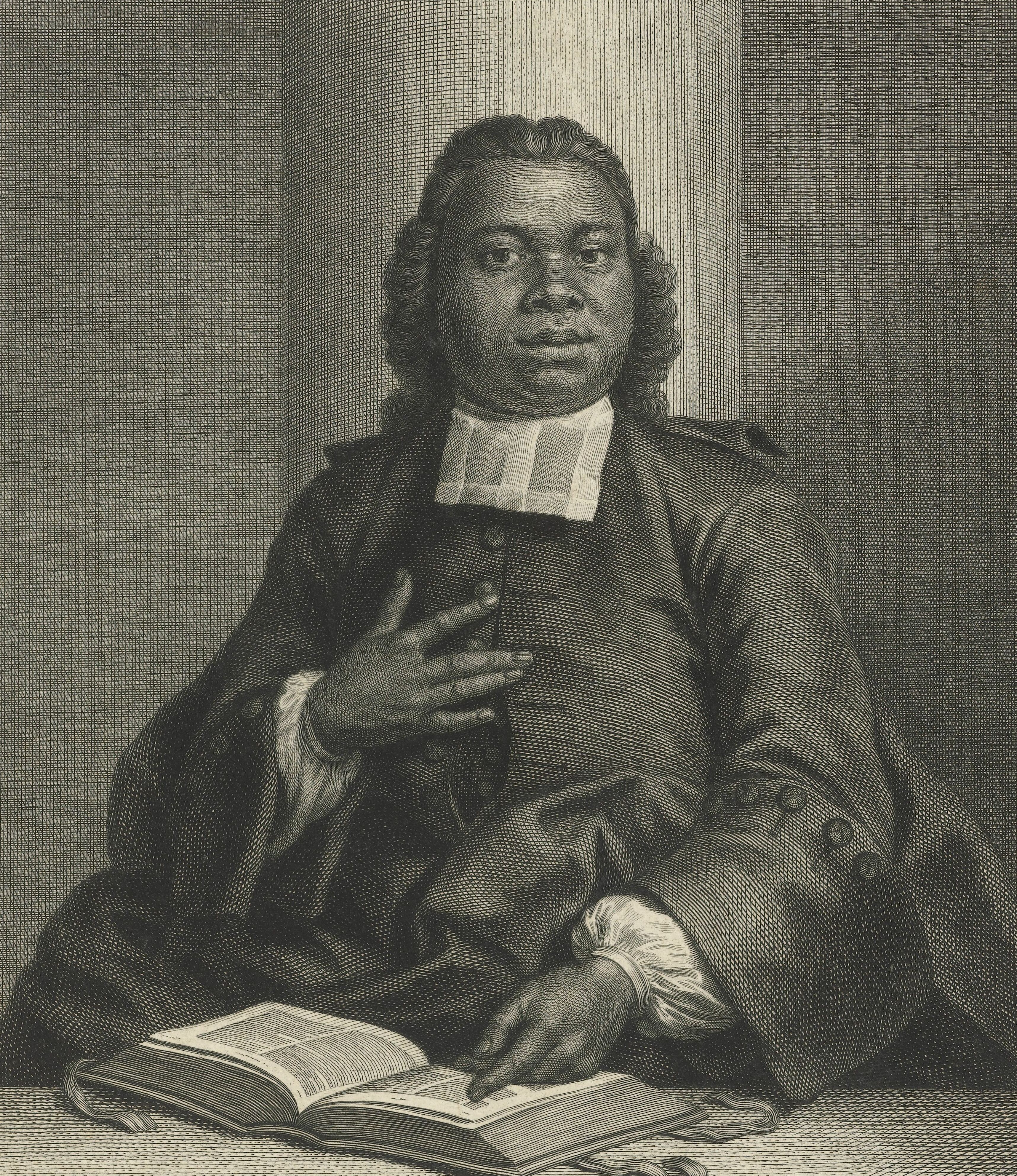
Capitein (Leiden, 1742)

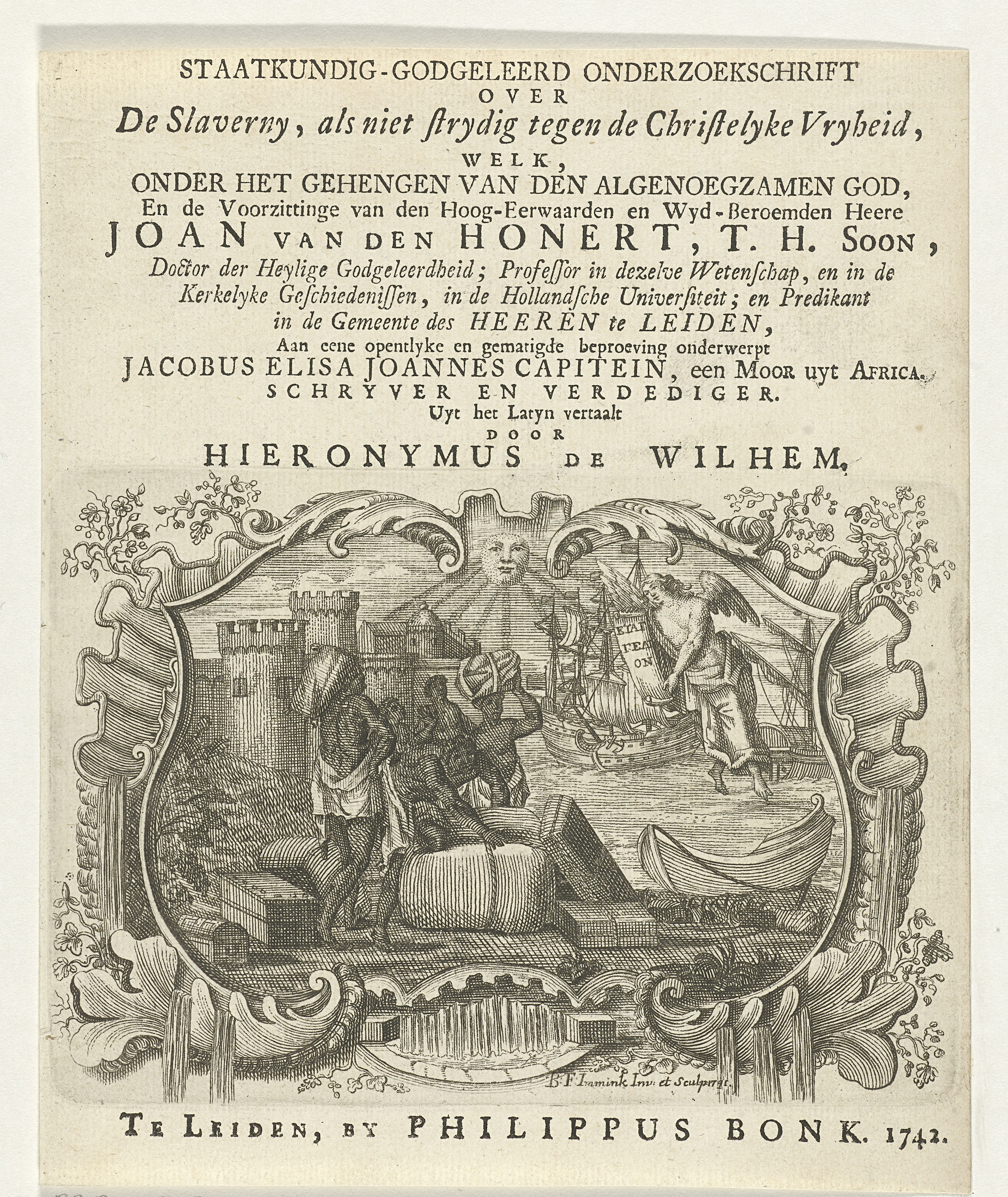
Titelblatt der niederländischen Ausgabe der Dissertation von Capitein (1742)

Jacobus Elisa Johannes Capitein (ca. 1717 – 1747) war ein niederländischer christlicher Geistlicher und Missionar ghanaischer Abstammung, der als einer der ersten bekannten Subsahara-Afrikaner an einer europäischen Universität studierte und als einer der ersten Afrikaner in der niederländischen reformierten Kirche zum Geistlichen ordiniert wurde.
Der reformierte Theologe wurde als Kind als Sklave nach Holland verschleppt und bekam dort eine Ausbildung als Theologe. Ihm wird das Verdienst zugeschrieben, den Gebrauch des geschriebenen Wortes in seiner Heimat Ghana verbreitet zu haben. Obwohl ein ehemaliger Sklave, schrieb Capitein eine Dissertation über die Vereinbarkeit von Sklaverei und christlicher Freiheit (Leiden 1742), in der er das Recht der Christen verteidigte, Sklaven zu halten.
Von der Westindien-Kompanie wurde er nach Elmina entsandt. Er starb „arg verschuldet“ und „hatte keine Nachfolger“.

## Dissertation
- Jacobus Elisa Joannes Capitein Afer: Dissertatio historico-theologica de servitute, libertati Christianae non contraria. Samuel Luchtmans, Leiden 1742 (library.uu.nl).
  - (niederländische Übersetzung) Jacobus Elisa Joannes Capitein, Hieronymus de Wilhem (Übers.): Staatkundig-godgeleerd onderzoekschrift over de slaverny als niet strydig tegen de Christelyke vryheid. Philipp Bonk, Leiden 1742 (library.uu.nl).
  - (englische Übersetzung) J. E. J. Capitein: The Agony of Asar: A Thesis on Slavery by the Former Slave, Jacobus Elisa Johannes Capitein, 1717–1747. Translated with comments by Grant Parker. Princeton, N.J.: Markus Wiener, 2001 (Besprechung in Teilansicht).